# Alemanha nos Jogos Olímpicos de Verão de 2016

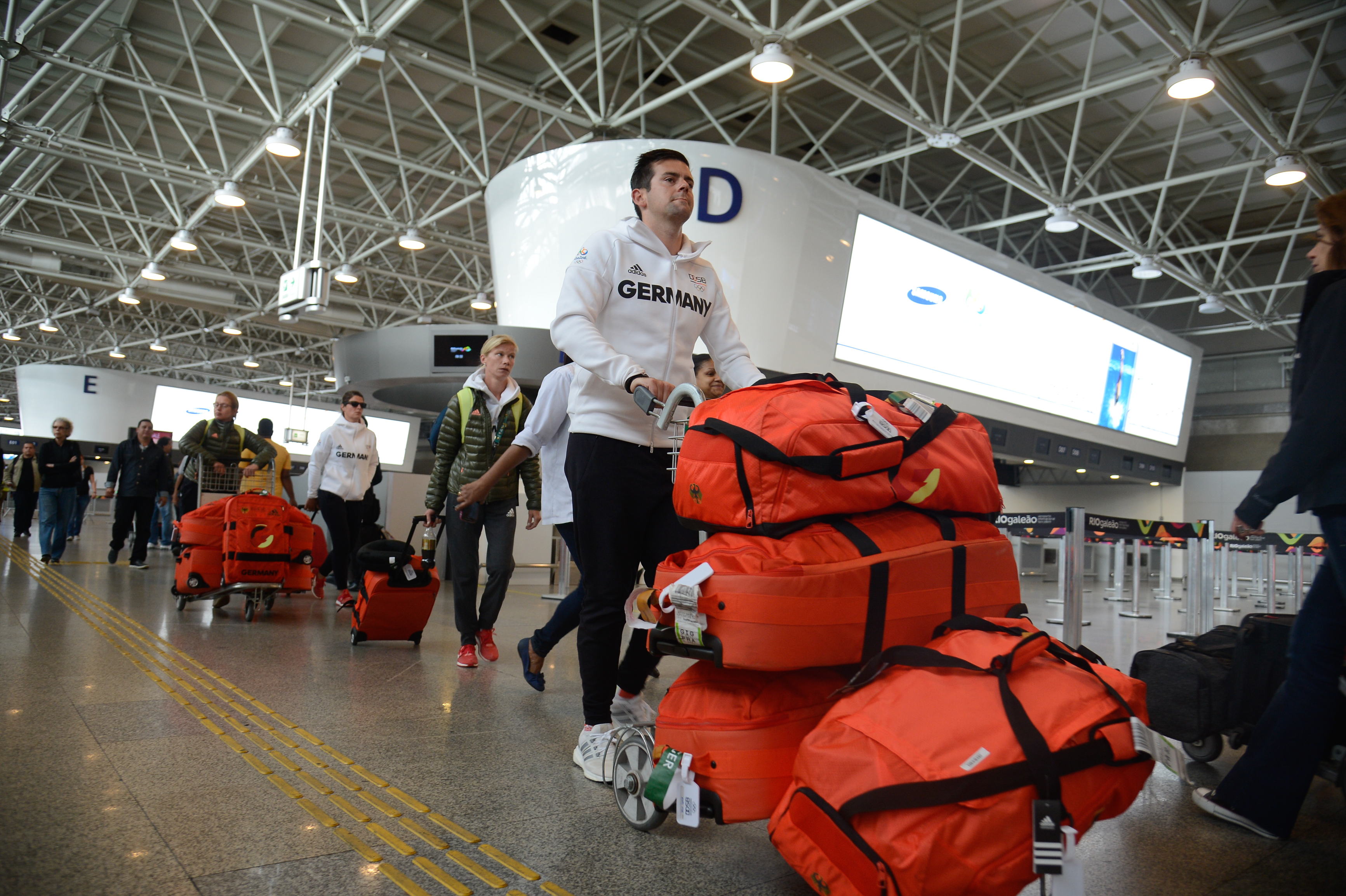
Aeroporto Internacional do Rio de Janeiro movimentado.

Alemanha participou dos Jogos Olímpicos de Verão de 2016, que foram realizados na cidade do Rio de Janeiro, no Brasil, entre os dias 5 e 21 de agosto de 2016.

## Natação
| Atleta           | Prova           | Eliminatórias | Eliminatórias | Semifinal   | Semifinal   | Final       | Final       |
| Atleta           | Prova           | Tempo         | Pos.          | Tempo       | Pos.        | Tempo       | Pos.        |
| ---------------- | --------------- | ------------- | ------------- | ----------- | ----------- | ----------- | ----------- |
| Alexandra Wenk   | 100 m borboleta | 58,49         | 21º           | Não avançou | Não avançou | Não avançou | Não avançou |
| Franziska Hentke | 400 m medley    | 4:43,32       | 21º           | —           | —           | Não avançou | Não avançou |

| Atleta             | Prova        | Eliminatórias | Eliminatórias | Semifinal | Semifinal | Final       | Final       |
| Atleta             | Prova        | Tempo         | Pos.          | Tempo     | Pos.      | Tempo       | Pos.        |
| ------------------ | ------------ | ------------- | ------------- | --------- | --------- | ----------- | ----------- |
| Johannes Hintze    | 400 m medley | 4:18,25       | 18º           | —         | —         | Não avançou | Não avançou |
| Jacob Heidtmann    | 400 m medley | –             | DSQ           | —         | —         | Não avançou | Não avançou |
| Florian Vogel      | 400 m livre  | 3:45,49       | 9º            | —         | —         | Não avançou | Não avançou |
| Clemens Rapp       | 400 m livre  | 3:49,40       | 24º           | —         | —         | Não avançou | Não avançou |
| Christian vom Lehn | 100m peito   | 1:00,13       | 15º Q         | 1:00,23   | 12º       | Não avançou | Não avançou |